# Keiji Ishizuka
Pour les articles homonymes, voir Ishizuka.
Keiji Ishizuka (石塚 啓次, Ishizuka Keiji) est un footballeur japonais né le 26 août 1974.